# 그녀가 부른다
"그녀가 부른다"는 2013년에 개봉한 대한민국의 영화이다.

## 캐스팅
- 윤진서 : 진경 역
- 오민석 : 경호 역
- 이봉규 : 김 부장 역
- 김용준 : 남철 역
- 정서인 : 미숙 역
- 문희라 : 은진 역
- 정영기 : 승민 역
- 이동용 : 모자남 역
- 이주형 : 남철 처 역
- 원호섭 : 버스남 역
- 변은영 : 진경 모 역
- 김광중 : 진경가족 역
- 한승림 : 진경가족 역
- 허록 : 진경가족 역
- 박주현 : 진경가족 역
- 권다솔 : 학생 1 역
- 김광식 : 학생 2 역
- 김재희 : 학생 3 역
- 김진완 : 티켓구입남 역
- 이병호 : 진경오빠 (목소리) 역
- 황혜미 : TV나레이션 (목소리) 역
- 김세호 : 라디오어 (목소리) 역
- 민미야 : 티켓구입여 (목소리) 역